# Я соромлюсь свого тіла
«Я соро́млюсь свого́ ті́ла» — телевізійний медичний проєкт на каналі «СТБ». Проєкт є українською версією популярного британського шоу «Embarrassing Bodies», що виходить на каналі «Channel 4».

## Мета
Мета полягає у тому, щоб найкращі лікарі країни намагалися допомогти людям, життя яких зруйноване хворобою, позбавити їх від незручних, іноді навіть ганебних хвороб або принаймні значно поліпшити їхній стан.

### Попередження
На початку кожного випуску з'являються попередження:
Не рекомендується до перегляду особам, які не досягли 16 та 18 років (після 23:00)
Наступна програма містить відверті сцени, зображення хірургічних операцій та ран

## Формат проєкту
За концепцією проєкту, у кожній програмі буде п'ять головних героїв — реальних людей із важкими захворюваннями. Кваліфіковані лікарі мають допомогти їм впоратися з недугою. Спочатку учасників оглядають у київській клініці, вислуховують скарги та проводять діагностику. Далі — направляють до інших лікарень, де робитимуть операції та лікуватимуть їхні хвороби. Крім того, у різних населених пунктах України будуть проводитися консультації для всіх охочих. Троє ведучих програми — досвідчених медиків — оглянуть пацієнтів, а потім порадять їм, що робити та до кого звертатися.

## Ведучі-лікарі

### Людмила Шупенюк
Спеціалізація: Акушер-гінеколог.
Місце роботи: Жіноча консультація центральної районної поліклініки Дніпровського району міста Києва.
Сім'я Людмили є справжньою династією медиків. Крім неї лікарями працюють і мама, і тато, і сестра. Проєкт «Я соромлюся свого тіла» привабив Людмилу своєю унікальністю:

Проєкт абсолютно не шаблонний. Він показує глядачам, що є лікарі, які готові розмовляти з пацієнтами та готові до них прислухатися. Він дасть зрозуміти людям, що з лікарем можна говорити про все й отримати кваліфіковану допомогу.

Людмила переконана, що специфіка лікарської роботи полягає в умінні не ставити незручних болючих питань, щоб зайвий раз не поранити пацієнта. Тільки от специфіка телебачення якраз-таки в протилежному, адже інакше глядача не змусиш замислитися:

Цінність проєкту в тому, що це, мабуть, єдина програма, де хвороби розглядаються у всіх площинах. Починаючи від причини та постановки діагнозу, і до варіантів лікування та профілактики. Причому я впевнена, що такий необхідний і складний у подачі продукт має вийти цікавим, десь приголомшливим, але все ж інтелігентним і життєствердним.

### Катерина Безвершенко
Спеціалізація: Дерматолог-венеролог.
Місце роботи: Клініка «Інститут клінічної медицини». Шкірно-венерологічний диспансер № 3 Святошинського району міста Києва.
Катерина виросла в медичній сім'ї, тому лікарська філософія їй близька та зрозуміла з дитинства. Участь у проєкті привабила Катерину можливістю вивчити рідкісні захворювання, розширити свої знання в суміжних спеціальностях і необмеженістю в методах обстеження та лікування:

Я дуже сподіваюся, що цей проєкт підвищить рівень довіри до вітчизняної медицини. Адже в нашій країні є прекрасні фахівці та індивідуальний підхід до кожного пацієнта.

На думку лікарки, основна причина того, що люди запускають свої хвороби — це лінь і нелюбов до себе та свого тіла. Також відзначає високий рівень недовіри до лікарів та медичну безграмотність:

Я дуже рекомендую всім подивитися проєкт «Я соромлюсь свого тіла», тому що: по-перше, це перша в Україні програма, у якій глядач має можливість побачити лікувальний процес із середини, адже все в проєкті абсолютно реально. По-друге, у проєкті багато корисної інформації про здоров'я й профілактику хвороб, яка викладена в доступній наочній формі. І, по-третє — це абсолютно соціальний проєкт, який, попри деяку відвертість, закликає співпереживати, любити та піклуватися про себе й ближнього.

### Валерій Ославський
Спеціалізація: Хірург-травматолог.
Місце роботи: Міська клінічна лікарня № 11, перше травматологічне відділення. Місто Одеса.
До участі в проєкті «Я соромлюсь свого тіла» підштовхнула відсутність матеріальних обмежень у діагностиці та лікуванні пацієнта, а також можливість показати, що в Україні медичні працівники не гірше закордонних, а пацієнти, зазвичай, на голову сильніше духом і сміливіше, ніж в інших країнах, де вже знімається проєкт.
Валерій вважає, що найпоширеніша причина того, що люди запускають свої хвороби — відсутність культури здорового способу життя:

Говорячи простою мовою, пацієнти не цінують здоров'я, коли воно є, і мовчки терплять, коли його вже немає. Мотивації у всіх різні: від того, що немає грошей, до того, що важливіше зараз інше. Це залишок порочного мислення з радянської епохи, коли медицина була нічого не варта. Люди повинні навчитися розуміти, що хворобі легше й дешевше запобігти, ніж усувати її наслідки.

Валерій вважає, що після перегляду проєкту глядачі навчаться уважніше ставитися до себе та до ранніх маніфестів організму, зрозуміють, де і як потрібно проводити діагностику, до якого лікаря звертатися в тому чи іншому випадку.